# Peace, Love & Truth
Peace, Love & Truth –en español: «Paz, Amor y Verdad»– es un álbum recopilatorio que incluye las canciones de John Lennon y Yōko Ono de temática pacifista, publicado de forma exclusiva para el mercado asiático y australiano en agosto de 2005. 

## Lista de canciones
Todas las canciones compuestas por John Lennon excepto donde se anota.
1. "Give Peace A Chance (Remix 2005)" - 6:11
2. "Give Me Some Truth" - 3:16
3. "Love" - 3:22
4. "Hold On" - 1:53
5. "Give Peace A Chance (Y2K+)" - 3:54
6. "Imagine" - 3:04
7. "Bring On The Lucie (Freeda People)" - 4:13
8. "Mind Games" - 4:13
9. "I Don't Want To Be A Soldier (Remix)" - 6:04
10. "Instant Karma!" - 3:20
11. "Power To The People" - 3:23
12. "Real Love (Short Version)" (Speech Removed) - 4:08
13. "Help Me To Help Myself" - 2:09
14. "I Don't Wanna Face It" - 3:23
15. "Bless You" - 4:37
16. "Happy Xmas (War Is Over)" (John Lennon/Yōko Ono) - 3:34
17. "Listen The Snow Is Falling" (Yoko Ono) - 3:10
18. "Give Peace A Chance" - 4:54

- Datos: Q1754866